# Kukra Hill
Kukra Hill är en kommun (municipio) i Nicaragua med 9 559 invånare. Den ligger vid Karibiska havet i Región Autónoma de la Costa Caribe Sur. Kommunen är en stor producent av palmolja.

## Geografi
Kukra Hill gränsar till kommunerna Bluefields i söder, El Rama i väster, El Tortuguero och Laguna de Perlas i norr, samt till Karibiska havet i öster. Kommunens största ort och centralort är Kukra Hill med 2 826 invånare (2005). De två näst största orterna (comarcas) är La Pichinga och Samuel Law med 750 respektive 695 invånare.

## Historia
Kommunen bildades 1989 genom en utbrytning ur grannkommunen Bluefields.

## Transporter
Transport till och från Bluefields sker med båt, via Río Cukra och Bahia de Bluefields.
Till El Rama och Laguna de Perlas går det en grusväg.